# Брат, Роберт
Роберт Брат (нидерл. Robert Braet; 11 февраля 1912, Брюгге — 23 февраля 1987, Брюгге, Фламандский регион) — бельгийский футболист, играл на позиции вратаря; участник чемпионата мира 1938 года.

## Биография

### Клубная карьера
Всю свою футбольную карьеру, насчитывающую 20 сезонов, Брат играл только за «Серкль Брюгге». В 1930 году в составе этого клуба выиграл чемпионский титул. Всего в общей сложности сыграл за эту команду более 390 матчей. Завершил карьеру в 1948 году.

### Карьера в сборной
Дебютировал за сборную Бельгии 11 октября 1931 года в товарищеском матче со сборной Польши — Бельгия выиграла со счётом 2:1.
В составе сборной Бельгии принимал участие на чемпионате мира 1938 года, но на турнире был запасным вратарём и на поле не вышел. Всего за сборную Бельгии сыграл 14 матчей.

### Последующая жизнь
С 1967 по 1970 год занимал пост президента «Серкль Брюгге».
Скончался 23 февраля 1987 года в Брюгге спустя 12 дней после своего 75-летия.

## Достижения
«Серкль Брюгге»
- Чемпион Бельгии (1) : 1929/30